# 스페이들 졸탄

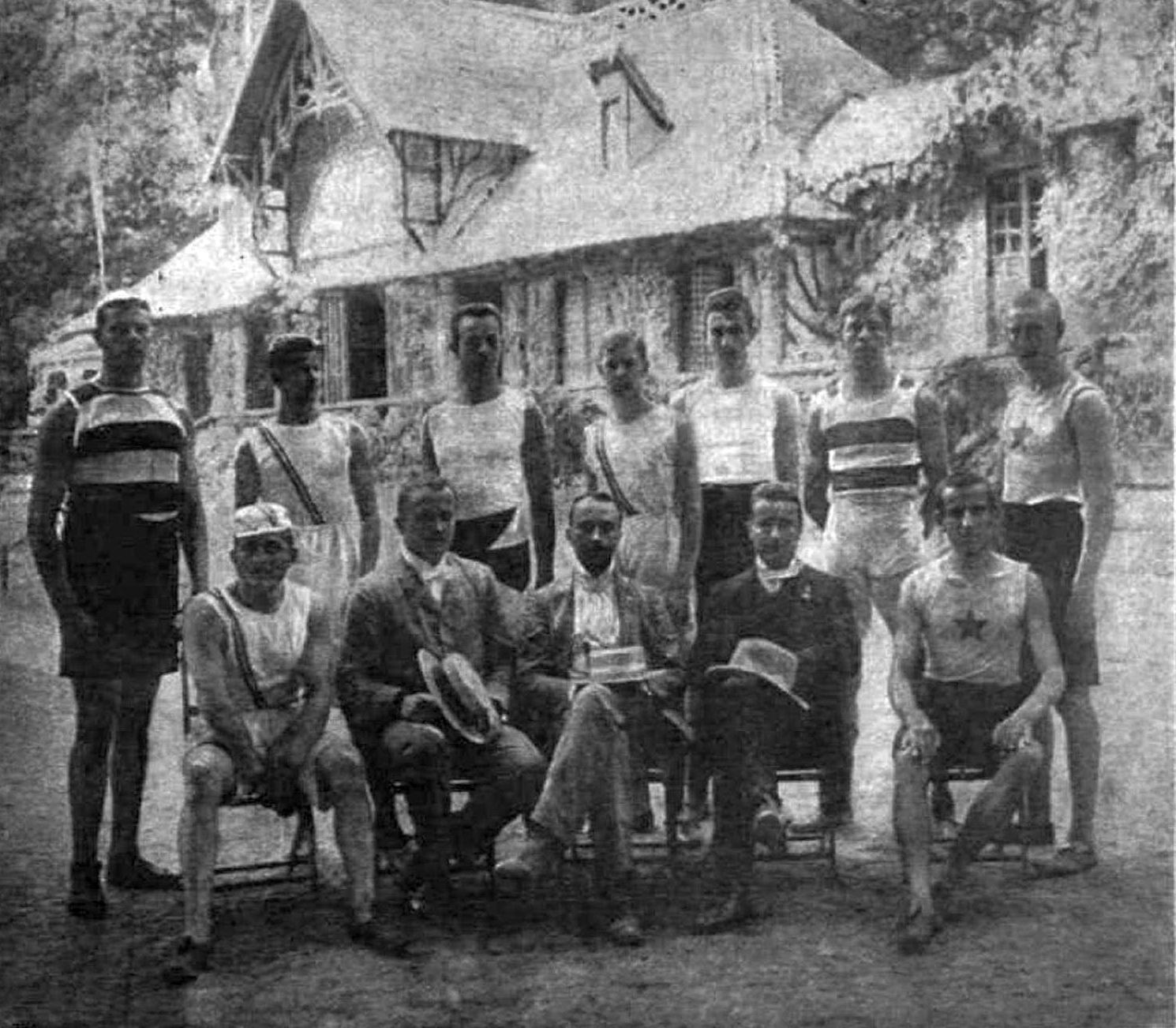

스페이들 졸란(헝가리어: Speidl Zoltán, 1880년 3월 17일 ~ 1917년 7월 3일)은 헝가리의 육상 선수로 1900년 하계 올림픽에 참가했다.
졸란은 루체네크에서 태어났으며 부다페스트에서 사망했다.
그는 400m, 200m 허들 경기목에 참가했으나 1차 예선에서 탈락했다.
800m에도 참가했으며 이 경기에서는 결선에 올라서 5위로 경기를 끝마쳤다.